# 林炳炎
林炳炎（英語：Lam Bing Yim，1886年—1949年2月15日），恒生銀行創辦人之一兼該行首任主席，與何善衡、梁植偉、盛春霖及何添並稱。
林炳炎與柯麟和何賢志同道合，曾為鏡湖醫院出力。
林炳炎是林秀峰之父，其家族後人曾經入股佳藝電視。孫女黃林詩韻（Patti Wong，黃頌顯媳婦、黃子常太太），曾外孫女黃天晴（Skye Wong，黃頌顯孫女）。

## 社會貢獻
- 林炳炎基金會
- 佛教林炳炎紀念學校，新界荃灣大廈街[3]
- 潔心林炳炎中學，九龍橫頭磡富美街[4]
- 嶺南大學林炳炎樓[5]

## 家族
- 林炳炎家族[6]
- 陳林麗冰，林炳炎之女兒，嶺南教育機構有限公司主席，嶺南大學校董及校友。
- 林秀樑[7]，林炳炎之兒子，林秀峰、林秀榮、林秀棠、林麗冰之兄。林秀梁是美國化學博士，畢業於美國麻省理工學院，回港後進入恆生銀行，負責外匯業務；後升為副總經理，並進入董事局。
- 林李翹如，林秀樑之妻子，曾任大學教育資助委員會主席[8]。
- 林詩鍵、林詩棋、林詩樂、林詩澔，林秀棠的兒子，當中，林詩鍵與外父方鏗一樣是港區全國政協委員。

## 外部參考
1. ↑  . 大公報. 1949年2月17日.
2. ↑  . 新浪博客. 2011-08-26. （原始内容存档于2018-10-13）.
3. ↑  .   [2008-05-21]. （原始内容存档于2008-06-12）.
4. ↑  .   [2008-05-21]. （原始内容存档于2016-08-09）.
5. ↑  .   [2008-05-21]. （原始内容存档于2007-08-07）.
6. ↑  . 太陽報. 2007-05-16. （原始内容存档于2016-03-05）.
7. ↑  林秀樑訃聞. 華僑日報. 1976-05-08. 第三張第二頁.
8. ↑   (PDF). 嶺南大學. （原始内容存档 (PDF)于2021-02-14）.